# Ploceus baglafecht
Ploceus baglafecht е вид птица от семейство Ploceidae.

## Разпространение
Видът е разпространен в Бурунди, Еритрея, Етиопия, Замбия, Камерун, Демократична република Конго, Кения, Малави, Нигерия, Руанда, Судан, Танзания, Уганда, Централноафриканската република и Южен Судан.